# Jopie Selbach

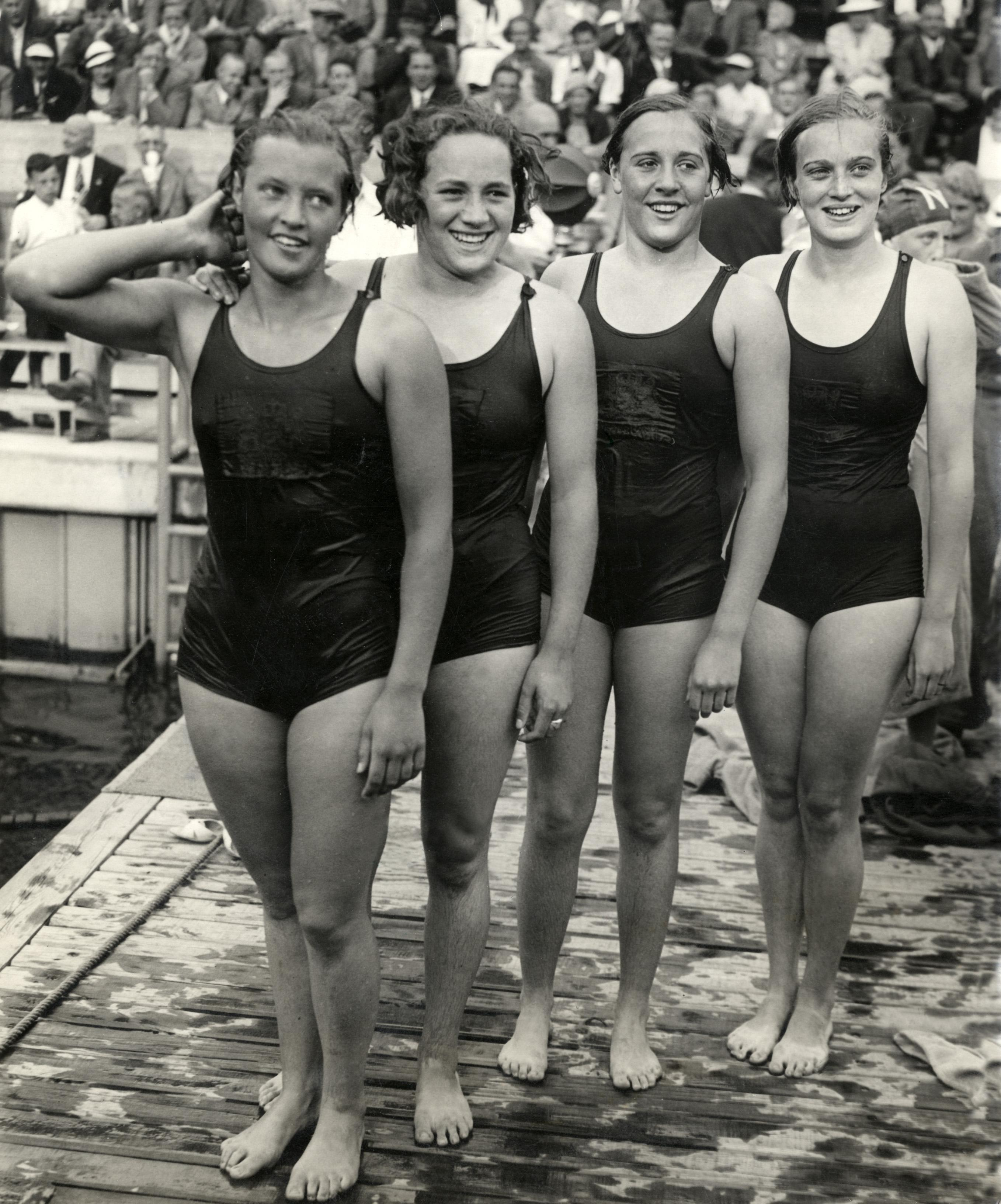
Die Europameisterinnen 1934 in der Freistilstaffel von links nach rechts: Willy den Ouden, Rie Mastenbroek, Anna Timmermans, Jopie Selbach

Johanna „Jopie“ Katarina Selbach, nach Heirat Johanna Koé, (* 27. Juli 1918 in Haarlem; † 30. April 1998 in Zoetermeer) war eine niederländische Schwimmerin, die 1934 Europameisterin und 1936 Olympiasiegerin wurde.

## Karriere
Bei den Schwimmeuropameisterschaften 1934 gab es nur einen Staffelwettbewerb für Frauen. Die niederländische 4-mal-100-Meter-Staffel mit Jopie Selbach, Anna Timmermans, Rie Mastenbroek und Willy den Ouden hatte im April 1934 in 4:33,3 Minuten einen Weltrekord aufgestellt und galt deshalb bei den Europameisterschaften in Magdeburg als klare Favoritin. Im Finale gewann die Staffel mit neun Sekunden Vorsprung vor den deutschen Frauen.
Im Mai 1936 verbesserten Jopie Selbach, Rie Mastenbroek, Tini Wagner und Willy den Ouden den Weltrekord auf 4:32,8 Minuten. Im Vorlauf bei den Olympischen Spielen 1936 in Berlin gewannen die Niederländerinnen mit 2,4 Sekunden Vorsprung vor den Deutschen. Das Finale war erneut ein Zweikampf zwischen diesen beiden Staffeln, die niederländische Staffel siegte in 4:36,0 Minuten mit 0,8 Sekunden Vorsprung auf die Deutschen. Die Bronzemedaille ging an die Staffel aus den Vereinigten Staaten, die zuvor viermal in Folge die Goldmedaille erschwommen hatte.
Jopie Selbach schwamm für den Amsterdamse Dames Zwemclub.